# Tomme
La tomme es un queso francés de montaña. La palabra tomme viene del franco-provenzal toma, que significa "queso de montaña". Denomina también a ciertos quesos piamonteses, como la toma piemontese, y suizos, como la tomme vaudoise. Existen múltiples variedades, más de una veintena, que se elaboran en la mayor parte de los Alpes, desde Alta Saboya y Saboya  hasta los altos valles del Condado de Niza (alto valle de La Tinée), pasando por el Delfinado (Vercors), así como en el Macizo Central y en el Pirineo.

## Características
La tomme se produce tanto con leche desnatada de vaca (después de que se haya quitado la crema para producir la mantequilla), como con leche semidesnatada y leche entera. Consecuentemente la tomme es un queso generalmente bajo en grasa. La textura es semidura. Marida bien con los vinos de Beaujolais como Juliénas, Morgon y Moulin à vent, todos los vinos de Côtes du Rhône, Montmeillant, Hermitage, Seyssel, Gamy de Chantagne.

## Estatus
De todas las tommes, dos han obtenido el reconocimiento como indicación geográfica a nivel europeo por el Reglamento CE n.º 1107/1996 de la Comisión de 12 de junio de 1996 relativo al registro de las indicaciones geográficas y de las denominaciones de origen con arreglo al procedimiento establecido en el artículo 17 del Reglamento (CE) n.º 2081/92 del Consejo: Tomme de Savoie (Tomme de Saboya, quizá la más famosa) y Tomme des Pyrénées. Francia no solicitó la protección del nombre «tomme». En 2007 se protegió la Tome des Bauges a nivel europeo.

## Variedades
- Tomme des Allues. Origen: Miribel y alrededores (Haute Tarentaise). De leche de cabra. 20-25 cm de diámetro y 3-4 kg de peso.
- Tomme boudane. Origen: Saboya (principalmente, Les Bauges y Les Bellevilles). De leche de vaca. 20 cm de diámetro y 1,8-3,5 kg de peso.
- Tomme de Courchevel. Origen: Praslin (Haute Tarentaise). De leche de cabra. 20-25 cm de diámetro y 1,5-2 5 kg de peso.
- Tomme au fenouil. Origen: Valle de Aravis, hacia el Mont Blanc (Saboya). De leche cruda de vaca. Pasta prensada, aromatizada con hinojo.
- Tomme au marc. Origen: principalmente, Les Bauges, Tarentaise y Beaufortin (Saboya). De leche de vaca parcialmente descremada. 20 cm de diámetro y 1,5-1,8 kg de peso.
- Tomme du Mont-Cenis. Origen: región de Mont-Cenis. De 5 a 6 kg de peso.
- Tomme de la Tarentaise. Origen: región del valle de la Tarentaise. De 2 a 2,5 kg de peso.
- Tomme d'Abondance. Origen: región de Abondance, al sur de Chablais. De 3 kg de peso medio, aunque puede alcanzar los 7-8.
- Tome des Bauges. Origen: región del macizo de Bauges. De 2,5 kg de peso medio. Es la única tomme que se escribe con una sola m, pues viene del dialecto saboyano toma.

## Tomme fresca
Se denomina tomme fraîche (tomme fresca) a algunos quesos frescos de montaña de la región de Aubrac, en el Macizo Central: según su localización estas tommes, una vez maduradas, se convierten en Cantal, Laguiole, Salers y Saint-Nectaire. No se consumen por sí solas y se emplean en recetas como el aligot y la truffade. La tomme blanche del macizo de los Aravis (Saboya) es un Reblochon fresco.